# Грецька площа (Санкт-Петербург)
Грецька площа (рос. Гре́ческая площадь) — одна з центральних площ Санкт-Петербурга. Розташована на перетині вулиці Жуковського, Ліговського проспекту, 4-ї Радянської вулиці й Прудковського провулка. Спочатку займала площу між Ліговським та Грецьким проспектами, 1-ю Радянською вулицею і Прудковським провулком.

## Історія
Із 1788 по 1822 роки площа називалася Кінною. До 1875 року називалася Літньою Кінною площею. У ті часи на цьому місці влітку торгували кіньми (взимку торгували кіньми на Зимовій Кінній площі, яка розташовувалася на місці саду Чернишевського). Із 1812 по 1821 роки вживалася назва Олександрівська (через близькість до Олександро-Невської лаври).
У 1846 році почалося будівництво нового корпусу готелю Стенбок-Фермора, який зайняв площу між 1-ю і 2-ю Радянськими вулицями. У середині 1860-х років площа набула нинішніх розмірів.
На місці старої будівлі кас ВКЗ «Жовтневий» перебував Піщаний міст через Ліговський канал.

## Об'єкти

### Будівлі
- ВКЗ «Жовтневий» (і його каси)
- Дитяча міська лікарня № 19 ім. К. А. Раухфуса

### Знесені будівлі

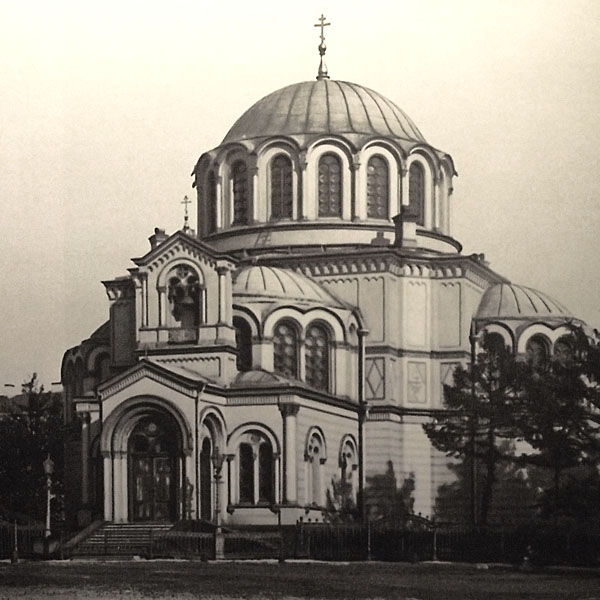
Церква Святого великомученика Димитрія Солунського

- Церква Святого великомученика Димитрія Солунського (Знесена для побудови Великого концертного залу (ВКЗ) «Жовтневий»)

### Інше
- Пам'ятник Іоанну Каподистрія
- Скульптура «Жовтень» (скульптор О. Т. Матвєєв. Статуя відлита з бронзи у 1968 році за оригіналом 1927 року) перед ВКЗ «Жовтневий»
- На площі розташована платна автостоянка

До 2002 року по площі ходили трамваї (повертали з Ліговського проспекту на вулицю Жуковського), до середини 2000-х років — тролейбуси (по Ліговському проспекту).